# Destripador de Belice
El Destripador de Belice es un asesino en serie beliceño no identificado responsable del secuestro, violación y asesinato de cinco niñas en la ciudad de Belice entre 1998 y 2000. A pesar de una extensa investigación, con la ayuda del FBI y Scotland Yard, nadie fue condenado por los asesinatos, todos siguen sin resolverse.

## Asesinatos
El 8 de septiembre de 1998, Sherilee Nicholas, de 13 años, estudiante de quinto grado en Wesly Upper School en el sur de la ciudad de Belice, desapareció mientras caminaba hacia su escuela. El paradero de la niña permaneció sin estar claro hasta el 9 de octubre, cuando su cuerpo fue encontrado en un charco de agua cerca de la autopista George Price. La habían apuñalado más de 40 veces en la cabeza y el pecho, casi le habían cortado un brazo y le habían abierto la cara. El cuerpo también mostraba signos de violación, pero lo más inquietante es que se descubrió que Nicholas vestía la ropa de otra niña que había desaparecido apenas dos días antes de su descubrimiento. Esa niña era Jay Blades, de 9 años, cuyo cráneo y algunos huesos fueron recuperados seis meses después, junto con la mochila de Sherilee.
El 23 de marzo de 1999, otra niña, Jackie Fern Malic, de 12 años, desapareció durante el recreo mientras jugaba en el patio de su escuela. Sólo dos días después, su cuerpo fue encontrado boca abajo en un charco a lo largo de un camino de tierra que bordea el área donde se encontró a Nicholas. La habían apuñalado varias veces y le habían amputado el brazo izquierdo, con indicios de que había sido atropellada por un coche.
El 26 de junio de 1999, Erica Wills, de 8 años, desapareció, pero pasó desapercibida durante tres días, ya que en ese momento debía quedarse a dormir en casa de unos familiares, quienes a su vez pensaron que estaba en casa con su familia. El 18 de julio, sus restos esqueléticos fueron encontrados detrás de una cantera en Gracie Rock, 20 millas al oeste de la ciudad de Belice. Su madre identificó su cuerpo mediante una banda para el cabello y un anillo de Piolín, que Erica siempre usaba. En ese momento, las tensiones entre la población estaban aumentando y las demandas para que el asesino enfrentara la justicia eran altas, con las familias de las víctimas realizando vigilias con velas. La policía impuso un toque de queda para todos los niños menores de edad, pero a pesar de sus esfuerzos, el Destripador atacó por última vez.
El 15 de febrero de 2000, Noemí Hernández, de 14 años, desapareció mientras hacía un recado en la calle Mosul. Nueve días después, su cuerpo mutilado fue encontrado en un montículo de arena a lo largo del río Belice, con múltiples puñaladas en la cara y el cuello, y faltaban varias partes de su cuerpo. Su padre identificó el cuerpo como el de Noemí por los pantalones de mezclilla que vestía.

### Delitos no relacionados
Durante el apogeo de los asesinatos del Destripador, otras tres niñas fueron asesinadas en circunstancias similares, pero finalmente se demostró que no tenían relación con el caso. Fueron:
- Samantha Gordon (15): vista por última vez el 6 de noviembre de 1998, después de decirle a su madre que iba a visitar el antiguo Centro Cívico con algunos amigos. Dos días después, el cuerpo desnudo y magullado de Samantha fue encontrado flotando en el mar cerca de Vista Del Mar de Ladyville, con profundas puñaladas en la espalda y las rodillas. En junio de 1999, cuatro hombres fueron acusados por su asesinato y condenados.[3]
- Karen Cruz (10) - en junio de 1999, Cruz desapareció de la terraza de su casa en Orange Walk Town. Al día siguiente de su desaparición, su cadáver fue encontrado en un estadio a dos cuadras de su casa, con signos de haber sido violada. Inicialmente se creyó que era una víctima del Destripador, pero luego las sospechas se dirigieron hacia su tío de al lado, Antonio Baeza, de 38 años, quien supuestamente estaba acosando a la niña. Posteriormente fue acusado y condenado por su asesinato.[2][4]
- Rebecca 'Becky' Gilharry (13) - poco después de la desaparición de Blades, el 15 de febrero de 1999, el cuerpo de Becky fue encontrado cerca de un sitio arqueológico maya en el cerro Santa Rita en el pueblo de Corozal, luego de haber sido reportada como desaparecida el día anterior.[2] Había sido violada y posteriormente estrangulada. Gilharry fue vista por última vez en compañía de un amigo de la familia, Robert Hill, de 22 años, quien más tarde fue acusado y condenado por su asesinato.[3]

## Investigación
Los asesinatos causaron un pánico generalizado en la pequeña nación, con un toque de queda nacional impuesto y guardias apostados en las escuelas. En los meses posteriores al último asesinato, se informaron varios incidentes de un hombre que conducía un automóvil rojo y llevaba una máscara de media que intentó sin éxito atacar y secuestrar a niñas en la ciudad de Belice. El agresor nunca fue localizado. En 2000, el patólogo Dr. Mario Estradabran anunció una revelación desgarradora: antes de ser brutalmente asesinadas, todas las niñas fueron sometidas a alcohol y drogas, además de ser torturadas. El Destripador había utilizado el mismo instrumento en los cinco casos y, a juzgar por la precisión de los cortes realizados en los cuerpos, se supone que tiene formación médica o al menos acceso a servicios quirúrgicos. Las autoridades también creían que existe la posibilidad de que haya más de una persona involucrada. En la actualidad, no se han reportado nuevas pistas y los asesinatos del Destripador de Belice se consideran el caso sin resolver más importante del país.

## Sospechosos

### Michael Williams
La única persona acusada de cualquiera de los asesinatos fue un mecánico de automóviles de la ciudad de Belice llamado Michael Williams, que era vecino de la víctima Jackie Malic. En el momento de su asesinato, se vio a Williams, que entonces tenía 40 años, ofreciendo llevar a Jackie y su hermana Adelma, pero ambas se negaron. Después de que ella desapareció, la policía interrogó a Michael y lo liberó, pero después de que se encontró su cuerpo, lo arrestaron nuevamente y lo acusaron del asesinato. Mientras estaba en prisión, Williams también fue acusado de violar a una niña de 13 años una década antes.
Las esperanzas de las autoridades sobre su culpabilidad se desvanecieron cuando, poco después, Wills desapareció mientras Williams todavía estaba bajo custodia. Esto, sumado a las coartadas proporcionadas por sus clientes y un oficial de policía, así como a la insuficiencia de pruebas, conduce a su exoneración de los delitos.

### Lonnie David Franklin, Jr.
Se sugirió que Lonnie David Franklin, Jr., un asesino en serie estadounidense relacionado con los asesinatos de al menos diez prostitutas en Los Ángeles, California durante varias décadas, podría ser un posible sospechoso. Conocido como The Grim Sleeper por una aparente pausa de 14 años entre sus asesinatos conocidos, que duró de 1988 a 2002, se afirma que Franklin tenía conexiones con el país a través de su matrimonio con Sylvia Castillo, quien era de Belice. Aparte de esto, la pausa coincidió con la ola de asesinatos, una de las tías de la víctima supuestamente lo vio en la ciudad de Belice en ese momento, y el hecho de que su camioneta, utilizada en uno de sus asesinatos probados, fue encontrada más tarde en Belice, sirve como posible evidencia circunstancial de su participación. Nunca fue acusado de los asesinatos y murió en la Prisión Estatal de San Quintín en 2020.